# Jukîn, Vîșhorod
Jukîn (în ucraineană Жукин) este localitatea de reședință a comunei Jukîn din raionul Vîșhorod, regiunea Kiev, Ucraina.

## Demografie
Componența lingvistică a localității Jukîn
     Ucraineană (94,45%)
     Rusă (4,48%)
     Alte limbi (0,54%)
Conform recensământului din 2001, majoritatea populației localității Jukîn era vorbitoare de ucraineană (94,45%), existând în minoritate și vorbitori de rusă (4,48%).